# Zes gedichten van Henrik Ibsen
Zes gedichten van Henrik Ibsen (Sex digte af Henrik Ibsen), opus 25 is een liederenbundel gecomponeerd door Edvard Grieg. Grieg gebruikte daarbij teksten van Henrik Ibsen.
De bundel bevat zes gedichten van die schrijver: 
1. Spillemaend (Fiddlers)
2. En svane (een zwaan)
3. Stambogsrim
4. Med en vandlilje (Met een waterlelie)
5. Borte! (Vertrokken!)
6. En fuglevise (Vogelwijsje)

Grieg wendde zich richting Ibsen in verband met een kentering in zijn leven; zijn beide ouders overleden in 1875. De muziek is voor Griegs doen dissonant. De bundel is opgedragen aan dichter Julius Steenberg.